# Saint-Frégant
Saint-Frégant település Franciaországban, Finistère megyében. Lakosainak száma 870 fő (2022. január 1.). Saint-Frégant Kerlouan, Le Folgoët, Guissény, Kernilis, Kernouës és Plouider községekkel határos.

## Népesség
A település népessége az elmúlt években az alábbi módon változott:
| Lakosok száma | 678  | 583  | 578  | 546  | 751  | 796  | 823  | 846  | 851  | 870  |
|               | 1968 | 1982 | 1990 | 2006 | 2013 | 2015 | 2017 | 2019 | 2020 | 2022 |